# Nowy Przeorsk
Nowy Przeorsk – osada w Polsce położona w województwie lubelskim, w powiecie tomaszowskim, w gminie Jarczów.
W latach 1975–1998 miejscowość administracyjnie należała do województwa zamojskiego.
Osada jest sołectwem w gminie Jarczów. Według Narodowego Spisu Powszechnego z roku 2011 osada liczyła 59 mieszkańców
Jest to najmłodsze sołectwo w gminie utworzone w roku 2004. Osada usytuowana jest na terenie byłego gospodarstwa PGR powstałego około 1948 roku.
Wierni Kościoła rzymskokatolickiego należą do parafii Trójcy Przenajświętszej w Łaszczówce.